# Zimmeraralie

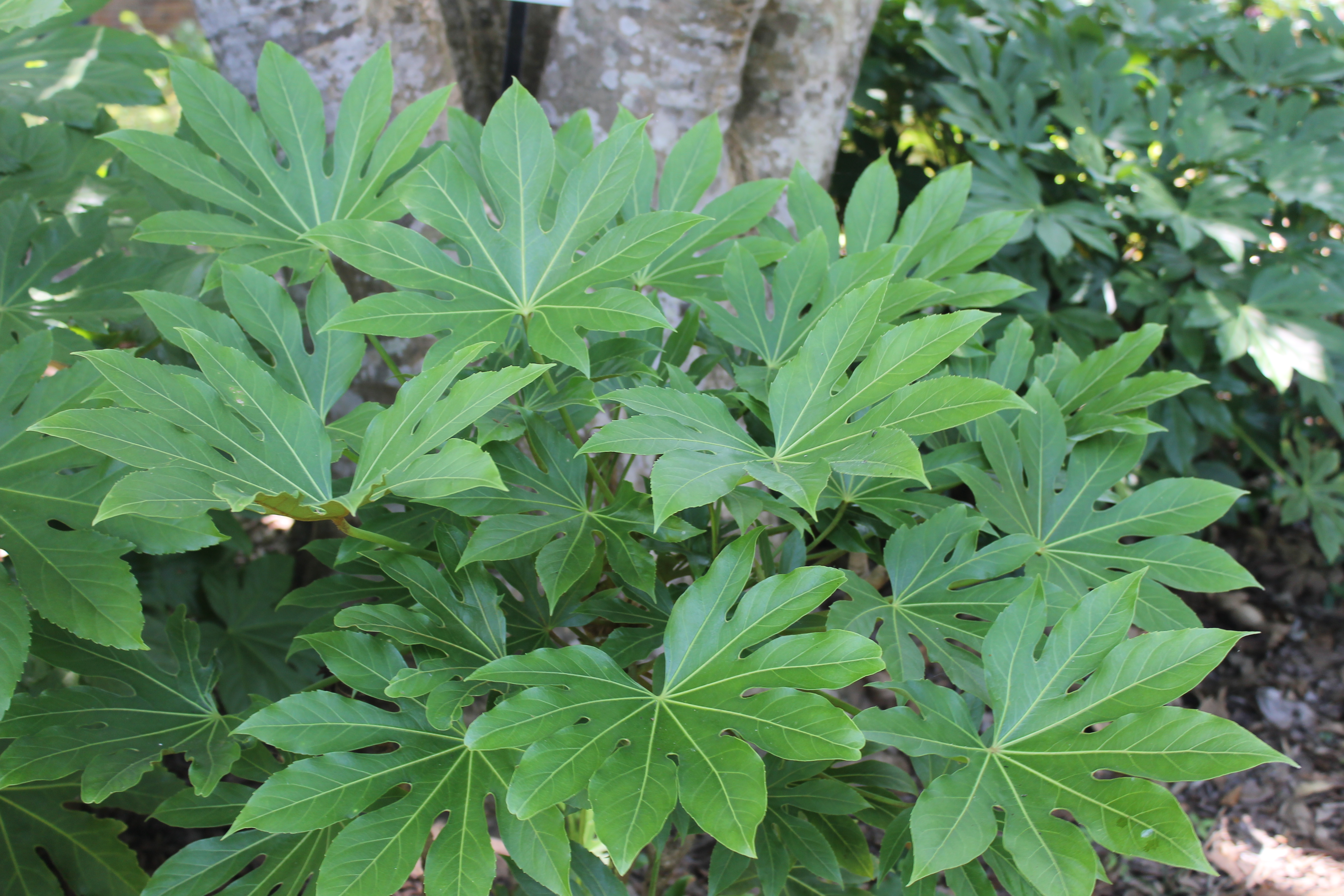
Blätter

Die Zimmeraralie (Fatsia japonica, Syn.: Aralia japonica Thunb., A. sieboldii hort. ex K. Koch) ist eine Pflanzenart aus der Familie der Araliengewächse (Araliaceae). Sie stammt aus dem Lorbeerwald Japans und kommt dort bis zu den Nansei-Inseln sowie von der südlichen Koreanischen Halbinsel vor. In einigen subtropischen und gemäßigten Gebieten wie in Neuseeland und auf den Juan-Fernández-Inseln ist sie verwildert.

## Beschreibung
Fatsia japonica bildet immergrüne Sträucher, die Wuchshöhen zwischen 3 und 6 Meter erreichen. Der Stamm ist kräftig mit wenigen Ästen. Junge Äste, Blätter und Blütenstände sind wollig behaart. 
Die spiralig und wechselständig angeordneten Laubblätter sind gestielt. Der Blattstiel ist bis 30 Zentimeter lang. Die ledrige, dunkelgrüne und kahle, herzförmige Blattspreite ist tief sieben- bis neunlappig und meist zwischen 7 und 9 (5 bis 11) Zentimetern breit. Die Lappen sind spitz bis zugespitzt und ganzrandig bis, teils spitzig, gesägt.
Fatsia japonica ist andromonözisch, also mit zwittrigen und männlichen Blüten auf einem Exemplar. Ältere Pflanzen setzen im Spätherbst Blüten an. Der endständige, rispige Gesamtblütenstand, der einen Durchmesser von ungefähr 30 Zentimetern aufweist, ist aus doldigen Teilblütenständen zusammengesetzt, die einen Durchmesser von ungefähr 3 bis 4 Zentimetern aufweisen. Die kleinen, zwittrigen oder männlichen, gestielten Blüten sind fünfzählig. Die Kelchblätter sind zu einem undeutlich gezähnten Kranz reduziert. Die fünf eiförmigen Kronblätter sind cremeweiß und bis 4 Millimeter lang. Es ist nur ein Kreis mit fünf vorstehenden Staubblättern vorhanden. Fünf Fruchtblätter sind zu einem unterständigen Fruchtknoten verwachsen. Die fünf freien, kurzen Griffel sind etwa 1,5 mm lang. Bei den männlichen Blüten sind sie reduziert und verwachsen. Es ist jeweils ein fleischiger Diskus vorhanden. 
Die kleinen, kugeligen, glänzenden, schwarzen und kahlen, mehrsamigen Steinfrüchte mit Diskus- und Griffelresten an der Spitze weisen einen Durchmesser von 5 Millimetern auf. Die bräunlichen, flachen und fein texturierten, einsamigen Steinkerne (Pyrene) sind halbmondförmig und 2–3 Millimeter lang.
Die Chromosomenzahl beträgt 2n = 24.

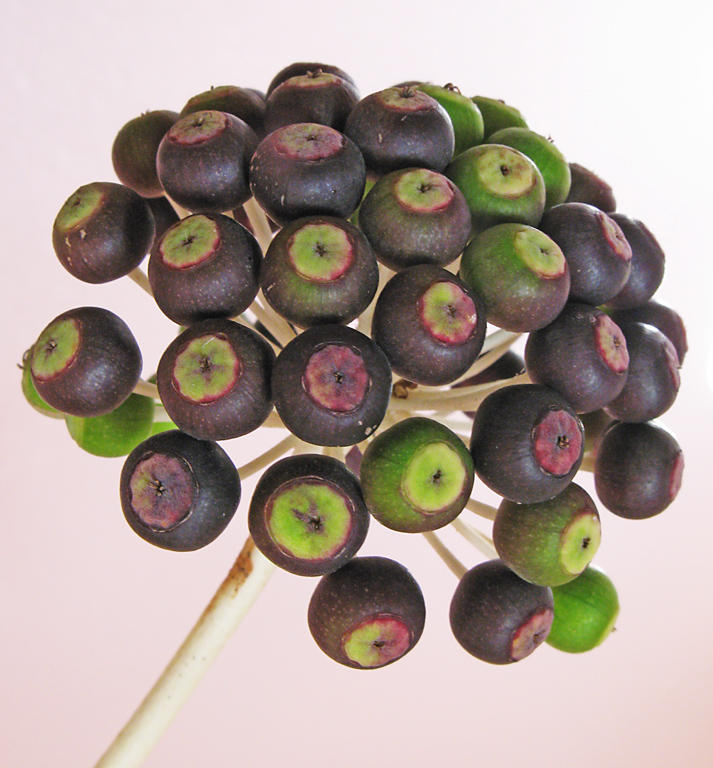
Doldiger Fruchtstand mit fast reifen Steinfrüchten
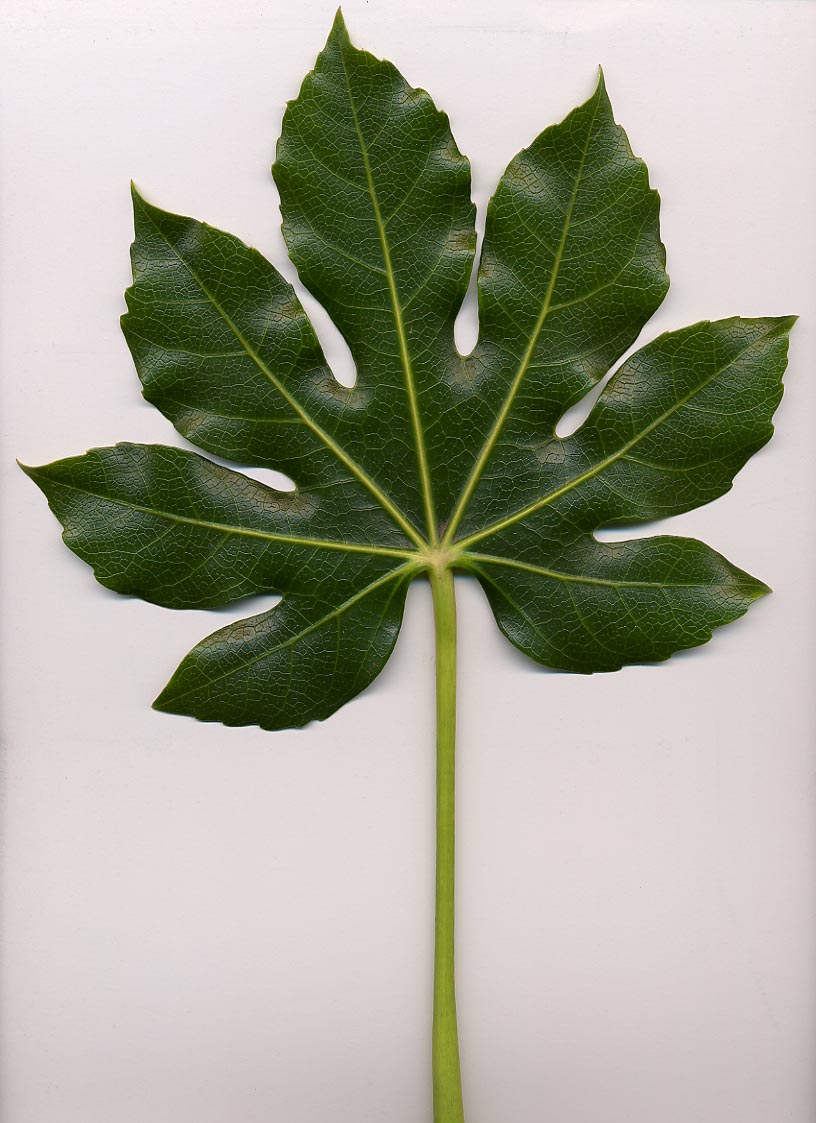
Gelapptes Laubblatt
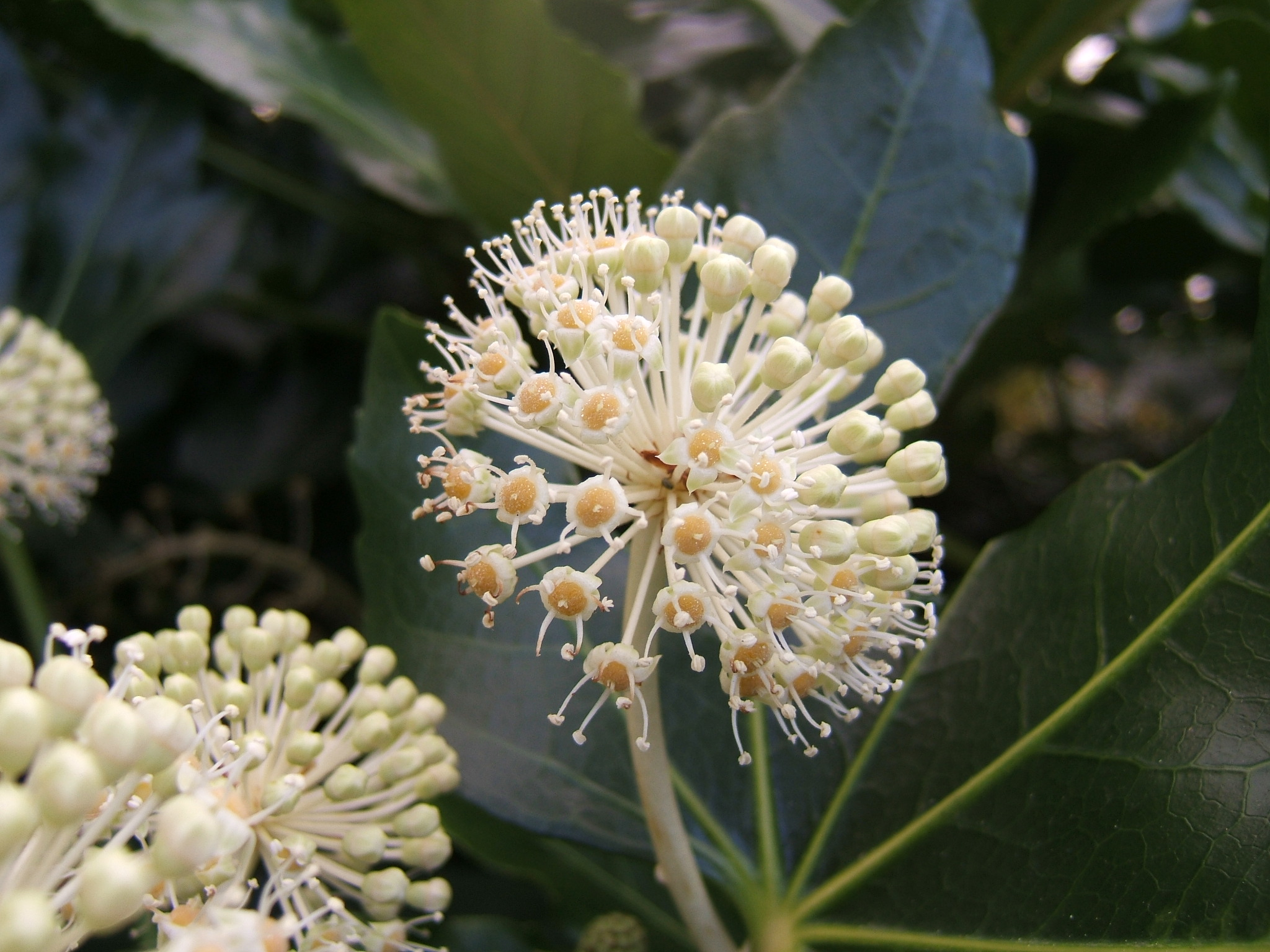
Doldige Teilblütenstände

## Nutzung
Sie wird in tropischen bis subtropischen Parks und Gärten als Zierpflanze verwendet und ist eine robuste Zimmerpflanze. Die Sorten der Zimmeraralie werden als pflegeleichte Zierpflanzen für Gärten und in Zimmern genutzt. Sie bevorzugen einen schattigen Standort. Die Vermehrung erfolgt durch Stecklinge oder die Früchte.